# フルダタール
フルダタール  (ドイツ語: Fuldatal) は、ドイツ連邦共和国ヘッセン州北部のカッセル郡に属す町村（以下、本項では便宜上「町」と記述する）である。

## 地理

### 位置
フルダタールは、カッセルの北東に隣接し、ラインハルトの森の南端に位置している。この町はフルダ川の左岸側に位置し、ジンマースハウゼン地区をエスペ川が、クニックハーゲン地区をオスターバッハ川が流れている。ヴィルヘルムスハウゼン地区ではミュールバッハ川が流れ、地区の東端をエルスターバッハ川が流れており、ともにフルダ川に注いでいる。町域は海抜 125 m から 301 m に位置している。
水域の面積は 70 ha であり、町域面積の 2.1 % にあたる。ヴァーンハウゼン地区とヴィルヘルムスハウゼン地区はフルダ川に直接面している。フルダ川は大きなヴァーンハウゼン堰によって細長く延びた湖を、小さなヴィルヘルムスハウゼン堰によって小さな湖を形成している。

### 隣接する市町村
フルダタールは、北はインメンハウゼン市と市町村に属さないグーツベツィルク・ラインハルツヴァルト（ともにカッセル郡）、東はハン・ミュンデン市とシュタウフェンベルク（ともにニーダーザクセン州ゲッティンゲン郡）、南は郡独立市のカッセル市、西はフェルマー市とエスペナウ（カッセル郡）と境を接する。

### 自治体の構成
以下の地区がフルダタールに属す。
- イーリングスハウゼン
- クニックハーゲン
- ロートヴェステン
- ジンマースハウゼン
- ヴァーンハウゼン
- ヴィルヘルムスハウゼン

## 歴史
フルダタールは、行政地域改革によって1970年1月1日に、それまで独立した自治体であったイーリングスハウゼン、ジンマースハウゼン、ヴァーンハウゼン、クニックハーゲン、ヴィルヘルムスハウゼンが合併して成立した。1972年8月1日に州法によってフルダタールに合併した。

## 行政

### 議会
フルダタールの町議会は、37議席からなる。

## 経済と社会資本

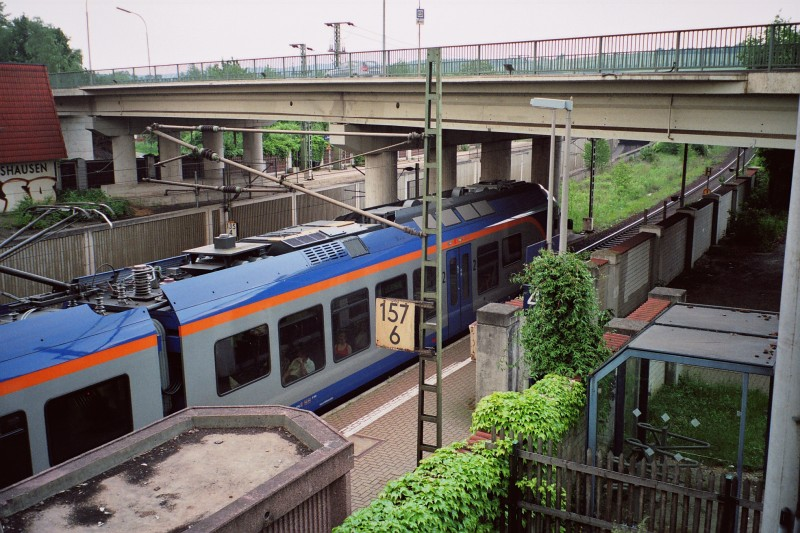
イーリングスハウゼン駅

イーリングスハウゼンは工業・産業地区であり、社会的・経済的・文化的施設やハレ - カッセル鉄道の駅がある上級中心地である。レクリエーション施設や保養施設がある主な住宅地はクニックハーゲン、ロートヴェステン、ジンマースハウゼン、ヴァーンハウゼン、ヴィルヘルムスハウゼンである。
ロートヴェステン地区にはフリッツ＝エルラー兵営があった。この兵営は、2007年にドイツ連邦軍から明け渡された。118 ha の旧兵舎敷地と 77 ha の練兵場跡が民間利用に供されている。
フルダタールには、連邦警察局機動隊および飛行中隊の管理部がある。

## 文化と見所

### 見所
フルダタールの見所には以下のものがある。
- クニックハーゲン城の土塁と堀跡
- 西ドイツ通貨改革（1948年）に関する情報を収蔵しているロートヴェステンの貨幣博物館
- ホイシェンスベルクのロートヴェステン民間天文台

### フルダターラー
フルダターラーはフルダタールの手工業・産業協会が発行している硬貨で、加盟店での支払い手段として流通している。（ターラーは古いドイツの貨幣単位で、「フルダタールの」を表す「フルダターラー」とかけた地口になっている）

## 引用
1. ↑  Hessisches Statistisches Landesamt: Bevölkerung in Hessen am 31.12.2023 (Landkreise, kreisfreie Städte und Gemeinden, Einwohnerzahlen auf Grundlage des Zensus 2011)]